# Acrolophidae
Famille
Les Acrolophidae sont une famille de lépidoptères (papillons) contenant environ 300 espèces présentes en Amérique du Nord et Amérique du Sud.

## Liste des genres
Selon BioLib (10 juillet 2025) :
- genre Acrolophus Poey, 1832
- genre Amydria Clemens, 1859